# فیموس دکس
دکستر تیون گور جونیور (به انگلیسی: Dexter Tiewon Gore Jr.) (زاده ۱۶ سپتامبر۱۹۹۳) مشهور به نام هنری فیموس دکس است.

## اوایل زندگی
دکستر در شهر شیکاگو به دنیا آمد و در آنجا بزرگ شد. در سپتامبر ۲۰۱۴، او تصمیم گرفت موسیقی را بعد از مرگ مادرش دنبال کند. او مادرش را بر اثر سرطان پستان از دست داد و برای یادبودش در سال ۲۰۱۶ تصمیم گرفت روبان صورتی بر صورتش خالکوبی کند.